# Futuna
Futuna – wyspa na Oceanie Spokojnym należąca do  francuskiego terytorium zależnego Wallis i Futuny. Razem z wyspą Alofi wchodzi w skład Wysp Hoorn.
Wyspę zamieszkuje 3225 osób (2018), z czego 1950 osób zamieszkuje okręg Alo, a 1275 osób – okręg Sigave. Powierzchnia wyspy to 64 km², z czego 17 km² zajmuje okręg Sigave, a 47 km² – okręg Alo. Najwyższym szczytem Futuny a zarazem najwyższym szczytem Wallis i Futuny jest Mont Puke (524 m).